# アルマン・プジョー
アルマン・プジョー（フランス語: Armand Peugeot、1849年3月26日-1915年1月2日）はフランスにおける事業家であり、プジョーにおいて自転車、自動車を製品化した。1999年に自動車殿堂入りを果たした。

## 経歴
1849年3月26日、プジョーを1810年に設立したジャン・ピエール・プジョーの孫として生まれる。エコール・サントラル・パリを卒業した。
1871年、イギリスへの留学を終えフランスに帰国した彼は自転車の製造を計画した。しかし、当時のプジョーの社長であった叔父のジュール・プジョーにより拒否されてしまう。当時フランスでは自転車はイギリスと異なりほとんど普及していなかった。その後イギリスから輸入が開始されるとフランスでも人気となり、アルマン・プジョーを中心に開発が行われた。そして1885年、プジョー初の自転車が発売された。元々ペッパーミルなど鉄製品で定評のあったプジョー社の自転車は技術力の高さで大人気となり、すぐに大量生産を始め、フランス屈指の企業となる。
しかし、アルマン・プジョーは当時黎明期であった自動車に着目し、製品化を目指した。1889年、プジョーは蒸気自動車を制作したものの失敗に終わった。この頃、パナールが1885年にガソリンエンジンの開発に成功したダイムラーとライセンス契約を結び生産を始めていた。1890年、このダイムラーのエンジンを用いてガソリン自動車を制作した。このモデルは試作品を入れ5台制作されたことから世界初の自動車量産メーカーとなった。
その後も1890年代のフランスにおける自動車黎明期のレースでプジョー車は大活躍することとなった。
アルマン・プジョー自身は1897年、大量生産に対応するためにオダンクール（ドゥー県）に初の自動車工場を作り。、その後も自動車工場を作り続け、1912年には現在も主力モデルを生産しているソショー工場が設立した。1909年から1913年までフランス自動車工業会（CCFA）の初代会長を務め、1915年1月2日に死去した。その後もプジョー一族はプジョー、そしてグループPSAの経営に関与し続けている。  